# Freedom Rock
Freedom Rock är det andra albumet av det svenska hårdrocksbandet H.E.A.T. Albumet släpptes under maj 2010. 

## Låtlista
| Nr  | Titel                             | Låtskrivare                           |
| --- | --------------------------------- | ------------------------------------- |
| 1.  | "We're Gonna Make It to the End"  | Crash                                 |
| 2.  | "Black Night" (ft. Tobias Sammet) | Dave Dalone, Jona Tee, Kenny Leckremo |
| 3.  | "I Can't Look the Other Way"      | Jimmy Jay                             |
| 4.  | "Shelter"                         | Jona Tee                              |
| 5.  | "Beg Beg Beg"                     | Dave Dalone, Jona Tee, Kenny Leckremo |
| 6.  | "Danger Road"                     | Dave Dalone, Jona Tee, Kenny Leckremo |
| 7.  | "Stay"                            | Jona Tee                              |
| 8.  | "Everybody Wants to Be Someone"   | Dave Dalone, Jona Tee                 |
| 9.  | "Nobody Loves You (Like I Do)"    | Dave Dalone, Kenny Leckremo           |
| 10. | "I Know What It Takes"            | Dave Dalone, Jona Tee, Kenny Leckremo |
| 11. | "Cast Away"                       | Eric Rivers, Kenny Leckremo           |
| 12. | "High On Love"                    | Dave Dalone                           |
| 13. | "Who Will Stop the Rain"          | Dave Dalone, Jona Tee, Kenny Leckremo |

## Medverkande
- Kenny Leckremo - sång
- Dave Dalone - gitarr, bakgrundssång
- Eric Rivers - gitarr, bakgrundssång
- Jona Tee - keyboards, bakgrundssång
- Jimmy Jay - bas, bakgrundssång
- Crash - trummor

Med:
- Tobias Sammet - sång på "Black Night"
- Frida Nilsson - bakgrundssång på "Nobody Loves You (Like I Do)"

## Produktion
- Producerat, mixat och mastrat av Michael Vail Blum
- Inspelat av Erik Nerback och Daniel Beckman